# Сумгаитский троллейбус
Сумгаитский (Сумгайытский) троллейбус — сеть общественного электротранспорта города Сумгаит, состоявшая из 8 маршрутов. Троллейбусная линия была открыта 28 апреля 1961 года. Троллейбусное движение в городе останавливалось три раза. С 1 января 2006 года движение было остановлено. В последние годы работал только один маршрут № 6 «Торговый центр — Микрорайоны».
Подвижной состав: МТБ-82, Škoda 9Tr, ЗиУ-5, ЗиУ-9.

## Список маршрутов[1]
- № 1 Ферросплавный завод — Площадь Первостроителей
- № 2 Кольцевой
- № 3 Микрорайоны — Центр
- № 4 Ферросплавный завод — Площадь Первостроителей
- № 5 АЗТЗ — Центр
- № 6 Микрорайоны — Центр